# District de Faro
Pour les articles homonymes, voir Faro (homonymie).
Le district de Faro est un district du Portugal. 
Sa superficie est de 4 988,56 km2, ce qui en fait le 10e du pays en superficie. Sa population est de 451 006 habitants (2011), soit +10 % depuis 2004.
Sa capitale est la ville de Faro.

## Composition du district
Le district de Faro comprend 16 municipalités :
| Nom de la municipalité     | Superficie km² | Population (2011) | Densité hab./km² |
| -------------------------- | -------------- | ----------------- | ---------------- |
| Albufeira                  | +0140,91       | +040 828,         | +0290,           |
| Alcoutim                   | +0576,57       | +002 917,         | +0005,1          |
| Aljezur                    | +0323,65       | +005 884,         | +0018,2          |
| Castro Marim               | +0299,83       | +006 747,         | +0022,5          |
| Faro                       | +0201,6        | +064 560,         | +0320,           |
| Lagoa                      | +0088,5        | +022 975,         | +0260,           |
| Lagos                      | +0213,92       | +031 049,         | +0145,           |
| Loulé                      | +0765,12       | +070 622,         | +0092,3          |
| Monchique                  | +0396,15       | +006 045,         | +0015,3          |
| Olhão                      | +0126,82       | +045 396,         | +0358,           |
| Portimão                   | +0183,         | +055 614,         | +0304,           |
| São Brás de Alportel       | +0150,05       | +010 662,         | +0071,1          |
| Silves                     | +0678,75       | +037 126,         | +0054,7          |
| Tavira                     | +0607,17       | +026 167,         | +0043,1          |
| Vila do Bispo              | +0178,99       | +005 258,         | +0029,4          |
| Vila Real de Santo António | +0057,53       | +019 156,         | +0333,           |
| ~ Ensemble ~               | +4 988,56      | +451 006,         | +0090,4          |

## Région et sous-région statistique
En matière statistique, les 16 municipalités du district sont par ailleurs rattachées à la région et sous-région de l'Algarve, dont le territoire coïncide exactement avec celui du district.